# Serraca
Serraca is een geslacht van vlinders van de familie spanners (Geometridae), uit de onderfamilie Ennominae.

## Soorten
- S. crassestrigata Christoph, 1880
- S. gorbatchevi Kardakoff, 1928
- S. kuriligena Bryk, 1942
- S. lunifera Butler, 1879
- S. momaria Guenée, 1857
- S. pseudopunctinalis Wehrli, 1924
- S. yuwanina Sato, 1981